# Родимус Прайм
Ро́димус Пра́йм (англ. Rodimus Prime, в русской телевизионной версии 6-го канала — Ро́домес Прайм, также известен как Хот Ро́д) — персонаж вымышленной «Вселенной трансформеров», важное действующее лицо целого ряда мультсериалов и комиксов о трансформерах, новый лидер автоботов, сменивший на этом посту Оптимуса Прайма.
Принадлежность — автобот. Специализация — защитник.

## Описание
Родимус Прайм является в неком роде более «зрелой» модификацией Хот Рода. Эта трансформация, а также одновременное получение поста руководителя произошла во время крупного сражения между автоботами и десептиконами.
При помощи Матрицы Лидерства Родимус Прайм одолел Юникрона и восстановил порядок в галактике(в другом мультсериале он не смог одолеть Юникрона, и стал Родимусом Кроном(Родимусом Юникронисом) пока его не освободили). По своему общению Родимус Прайм напоминает подкованного и закалённого в боях ветерана, который говорит очень медленно и вдумчиво, описывая события в малейших деталях. Но временами бывает и горячим — имея тенденцию сначала действовать и лишь потом задавать вопросы. Единственная цель — защита любой формы жизни как на планете Земля, так и вне её.

## Предыстория
Первоначально (до принятия Матрицы лидерства) носил имя Хот Род (англ. Hot Rod, в русской телевизионной версии 6-го канала — Патро́н). 
В фильме «Трансформеры: The Movie» Хот Род — молодой боец, несущий службу в гарнизоне Города автоботов под командованием Ультра Магнуса. Он с азартом принимается за любое дело, будь то рыбалка или сражение с десептиконами. «По молодости лет» склонен к импульсивным и безрассудным поступкам, и эта привычка сначала действовать, а потом думать сделала его косвенным виновником гибели Оптимуса Прайма. Однако обстоятельства сложились так, что переживать и раскаиваться по этому поводу было просто некогда: оказалось, что давний враг автоботов, Мегатрон, в отличие от Прайма, не погиб. Преобразованный и усовершенствованный Юникроном, он стал отныне именоваться Гальватроном и во главе своей новой армии опять атаковал Землю. Его нападение застало автоботов врасплох и вынудило их спешно эвакуироваться. Хот Род и Кап волей случая оказались на странной планете Квинтесса, где попали в плен к жестоким хозяевам планеты — Квинтессонам. От неминуемой смерти их спасло только неожиданное появление Диноботов.

## Биография и характер

### «The Transformers»

Хот Род с Матрицей лидерства

Часто изображается как энергичный, но дерзкий и упрямый. Он зрелый, физически крепок и силён, мудр и решителен в поступках. Демонстрирует уверенность в себе до такой степени, что это может показаться даже проявлением высокомерия. Однако в глубине души Родимус Прайм нередко сомневается в своих собственных решениях и прочих ощущениях, так как постоянно сравнивает себя с предыдущим лидером — Оптимусом Праймом и комплексует по этому поводу.

### «Transformers: The Headmasters»
Действие начинается с того, что неожиданно на Кибертроне появляются Хэдмастеры — десептиконы и автоботы, некогда покинувшие эту планету. Задание десептиконов — захватить Вектор Сигма. Пока Оптимус Прайм пытается добраться до Вектора Сигма первым и защитить его, Хот Род ищет на земле Матрицу лидерства. В конце концов Оптимус сливается с Вектором Сигма, предотвращая взрыв, а Хот Род снова становится Родимусом Праймом и занимает пост лидера автоботов. Под его командованием было проведено несколько удачных миссий. Однако после того, как Кибертрон был уничтожен в результате диверсии, устроенной приближёнными Скорпонока в компьютерном центре, Родимус Прайм, считая себя виновным в том, что не сумел защитить родную планету, передал свои полномочия Крепышу Максимусу, а сам отбыл в неизвестном направлении.

### «Transformers: Energon»
Он отправился в космос, чтобы спасти Вселенную от Юникрона. Родимус Прайм пытался защитить планету Альфа Кью, но не успел, поэтому она была поглощена. Чтобы искупить свою вину, Родимус спасает Скорпонока и помогает Альфа Кью, пытаясь убедить автоботов не уничтожать Юникрона. Не сумев убедить Оптимуса, он отправляется назад к голове Юникрона и привозит с собой Айронхайда. После объединения автоботов с Альфа Кью поступает под командование Оптимуса, который, несмотря ни на что, продолжает считать Родимуса равным себе.

### Transformers: Optimus Prime vs. Megatron — Ultimate Battle
Этот короткометражный мультфильм представляет собой коллаж отдельных серий мультсериалов «Энергон» и «Кибертрон», иллюстрирующих рассказ Оптимуса Прайма о трансформерах. Здесь Родимус Прайм появляется в некоторых сценах.

### «Transformers: Animated»
Боец отряда Элитной Гвардии Кибертрона. Вместе с Хот Шотом, Айронхайдом, Ред Алерт и Броуном принимал участие в отражении атаки десептиконов у космического моста, где погиб от рук Ойл Слика — тот кинул в Родимуса химикат, из-за которого бедолага превратился в ржавчину. Но в официальном альманахе анимейтеда о четвертом сезоне, говориться что Родимус находится в тяжёлом состоянии в коме..

## Биография в фильмах
Хот Род появился в пятом фильме. Здесь он является машиной Вивиан Уэмбли, потомка волшебника Мерлина, которую он обязан защищать, так как дал клятву её отцу. Оказывается, что он и Бамблби повлияли на ход Второй мировой войны, ибо они уничтожали немецкие войска в Берлине. Хот Род привез Вивиан в замок сэра Бёртона, чтобы тот все рассказал ей, и Кейду — последнему рыцарю, затем он продемонстритровал своё очень интересное оружие — пушку, которая останавливает время, потом уже он помог Бамблби оторваться от преследующих их сил СЛТ. Принимал участие в финальной битве на Кибертроне, где спас Хаунда с помощью все той же пушки, а затем спас Вивиан и Кейда, которые чуть не разбились, остановив время и дав Оптимусу Прайму успеть их схватить. В финале отправился на Кибертрон, вместе со всеми трансформерами.

## Технические характеристики
Родимус Прайм обладает острым умом, достойным настоящего полководца(в одном из мультсериале ему помогал Саундвейв когда Квинтессоны захватили Кибертрон, а всех трансформеров заточили в бесконечную петлю событии истощая жертв, а сам трансформер не был пойман ими). Является экспертом в области тактики и стратегии, обладает уникальной и исключительной маневренностью в сражении. В режиме робота оснащён фотонным элиминатором, который стреляет зарядами высокого напряжения. Дальность таких разрядов достигает 805 км, а скорость — 19 312 км/час.
В фильмах Майкла Бэя Хот Род трансформируется в Lamborghini Centenario. Он вооружён пистолетом-пулемётом и бластером, останавливающим время в определённом радиусе.

## Слабые стороны
У Хот Рода главными недостатками были безрассудность и импульсивность. Получив Матрицу лидерства, он изменился, и теперь его основной проблемой стало постоянное сомнение в собственных силах, в основе которого — ощущение того, что он никогда не сможет сравниться с Оптимусом Праймом. Отсюда и отсутствие мотивации, и восприятие своих обязанностей лидера как тяжкого бремени, от которого он готов отказаться при первой же возможности.

## Видеоигры

### «Transformers: Battle to Save the Earth»
Наряду с другими автоботами, Родимус Прайм охранял различные земли от злодеяний десептиконов.

### «Transformers: Mystery of Prime»
Когда Оптимус Прайм пропал без вести, Ультра Магнус отправился искать лидера автоботов. Десептиконы украли ещё и энергонные кубы, которые собирал Родаймус. После финального сражения автоботы смогли найти Прайма.

### «Transformers: The Headmasters»
Родимус Прайм был похищен десептиконами по приказу Гальватрона, но был спасён Хэдмастерами. Выпустив всех автоботов из тюрьмы, Родимус одолел Скорпонока.

### «Transformers: War for Cybertron — Autobots»

Концепт-арт Родаймуса Прайма для Nintendo DS версии игры «War for Cybertron»

Странным образом Родимус был заражён Тёмным энергоном. Будучи в бешенстве, он стрелял по автоботам, как по врагам, однако был вылечен. Ненавидит работать в команде вместе с Капом. Он может быть разблокирован в режиме «Арена».

## Появление в сериях
Трансформеры: The Movie
Трансформеры G1 — третий и четвёртый сезоны — все серии
Трансформеры: The Headmasters
- 1. Четверо небесных воинов / Four Warriors Come out of the Sky
- 2. История планеты Мастер / The Mystery of Planet Master
- 3. Рождение нового лидера / Birth of the Fantastic Double Prime
- 4. Решающая битва кассетных роботов / The Great Cassette Operation
- 5. Восстание на планете Бисто / Rebellion on Planet Beast
- 6. Зловещий метеорит / Approach of the Demon Meteorite
- 7. Четыре миллиона лет под покровом тайны / The Four-Million-Year-Old Veil of Mystery
- 8. Тень зла / Terror! The Six Shadows
- 9. Кризис на Кибертроне (Часть 1) / Cybertron Is in Grave Danger (Part 1)
- 10. Кризис на Кибертроне (Часть 2) / Cybertron Is in Grave Danger (Part 2)

Трансформеры: Super-God Masterforce
- 4. Младшие воины / Headmaster Juniors (только во флэшбеке)

Трансформеры: Energon
Трансформеры: Cybertron
- 32. Равновесие / Balance (только во флэшбеке)

Трансформеры: Optimus Prime vs. Galvatron — The Ultimate Battle
Трансформеры: Animated
- 30. Метаморфоза — Часть 1 \ TransWarped — Рart 1

Трансформеры: Последний Рыцарь
Трансформеры. Кибервселенная

## Игрушки

### «Kre-O Transformers»
- Название: Rodimus

Год: 2014

Страна: США

Издатель: Hasbro

Класс: Kreon Micro-Changers

Вселенная: «Kre-O»

Описание: Фигурка Родимуса вышла в серии «Kre-O Transformers: Micro-Changers». По внешности напоминает своего тёзку из «G1». Его. кроме того, можно перестроить в Хот Рода. В комплект вошли также подставка и бластер.